# 멕세르
에디손 안드레 시투에(Edson André Sitoe, 1988년 9월 8일 ~ )는 흔히 메셰르(Mexer)라고 불리는 모잠비크의 축구 선수로 현재 튀르키예 TFF 1. 리그의 반드르마스포르에서 센터백으로 활약하고 있으며 2007년부터 현재까지 모잠비크 축구 국가대표팀의 일원으로도 활동하고 있다.

## 수상

### 클럽
GD 마푸투
- 모삼볼라 : 우승 (2006)
- 타사 드 모잠비크 : 우승 (2006)

 스타드 렌
- 쿠프 드 프랑스 : 우승 (2018-19)
- 쿠프 드 라 리그 : 4강 (2017-18)

### 국가대표팀
모잠비크
- COSAFA컵 : 준우승 (2008)